# Dō
Dō (道 Dō?) es la lectura on del sinograma que en chino se lee dao o tao (su lectura kun es michi); una de sus acepciones hace referencia al camino infinito del aprendiz de un arte.
Su traducción en castellano es “camino” y “método” y es una de las múltiples formas de disciplina espiritual, estética y militar tradicionales existentes en Japón y Corea.
En japonés, un Dō implica un cuerpo de sabiduría y tradición con una ética y estética sustentadoras que tienen las características de la especialización (senmonsei), transmisividad (keishōsei), normatividad (kihansei), universalidad (kihensei), y autoridad (ken'isei).

## Lista de Dōs
- Chadō (茶道), o sadō, o chanoyu, Camino del té
- Kadō (華道) o Ikebana, Camino de las flores
- Kōdō, (香道), Camino de la esencia (incienso)
- Shintō (神道), Camino de los dioses. Religión nativa japonesa.
- Shodō (書道), Camino de la escritura.
- Tao o Dào (道) Camino del Universo.
- Reido Camino interior (del alma).

### Artes marciales
- Aikidō (合気道), Camino de la energía armoniosa. (Japón)
- Ateido, Camino de la AutoPrevención Defensiva Integral,
- Bushidō (武士道), Camino del guerrero
- Gendai budō (現代武道), Camino del guerrero moderno, disciplinas marciales tras la restauración Meiji.
- Hapkido (合氣道), Camino de la coordinación de la energía (Corea)
- Iaidō (居合道), Camino de la vida armoniosa
- Jōdō (杖道), Camino del jō
- Judo (柔道), Camino gentil
- Jūkendō (銃剣), Camino de la bayoneta
- Karate o karate-dō (空手道), Camino de la mano vacía
- Kendō (剣道), Camino de la espada (Japón)
- Kumdo (劍道), Camino de la espada (Corea)
- Kyūdō, (弓道), Camino del arco (Japón)
- Gungdo, (弓道), Camino del arco (Corea)
- Kyushindo, Camino de la búsqueda del conocimiento de la naturaleza de todas las cosas
- Mugendo (無限道), Camino ilimitado
- Nanbudo (南武道), Camino del guerrero Nan
- Taekwondo (跆拳道), Camino del pie y el puño (Corea)
- Taido (躰道), Camino del cuerpo
- Tang Soo Do (唐手道), Camino del puño (Corea)
- Yoseikan Budo (養正館武道), Camino del lugar del guerrero